# Florine Langweil
Florine Langweil, rozená Florine Ebstein, (10. září 1861 Wintzenheim, Francie – 28. prosince 1958 Paříž, Francie) byla francouzská odbornice na orientální umění, obchodnice a sběratelka. Ve své době uznávána jako jedna z největších specialistek na umění Dálného východu. 

## Život
Pocházela ze skromně žijící židovské rodiny hostinského Isaaca Ebsteina (1826–1884) a Barbe Ebstein (1822–1881) z francouzského Wintzenheimu poblíž Colmaru. Po úmrtí obou rodičů odešla do Paříže, kde od roku 1881 pracovala pro svého bratrance, který provozoval cukrárnu. V té době se seznámila a později provdala za obchodníka židovského původu s orientálními starožitnostmi Charlese Langweila (1843–1915), původem ze severočeské Budyně nad Ohří. Společně měli dvě děti, roku 1894 ovšem Charles rodinu opustil. Langweilová se bez řádného uměleckého vzdělání zapojila do specializované oblasti orientálního umění, ve které zastoupila manžela, následně vedla velmi úspěšný obchod a stala se respektovanou odbornicí. 
Odbornost Florine Langweil vystihuje nařízení francouzského ministerstva umění, které stanovilo, že bez jejího dobrozdání nebylo možné zakoupit žádné orientální umění do státních nebo státem podporovaných sbírek.

### První světová válka
V období první světové války společně s dcerami působila v předních liniích jakožto ošetřovatelka raněných. Během roku 1915 založila organizaci La Renaissance des foyers en Alsace na pomoc válečným uprchlíkům a poskytla desítky rekonvalescenčních lůžek pro válečné raněné. Až do roku 1919 poskytovala prostory svého domu v Courcelles na ubytování kolem třiceti vojáků v rekonvalescenci. 

### Druhá světová válka
Během druhé světové války se skrývala před jednotkami SS. Úspěšně zatajila svůj židovský původ a do konce války pobývala na různých místech pod jménem Langlois. V průběhu okupace Francie byla část obsáhlé sbírky Florine Langweilové na příkaz Hermanna Göringa zabavena německými jednotkami. Většina uměleckých předmětů byla na základě činnosti Commission de récupération artistique navrácena až v roce 1949.

### Vyznamenání a ocenění
V roce 1921 obdržela v Alsasku Řád čestné legie za své humanitární působení během první světové války. Roku 1935 obdržela v Colmaru nejvyšší francouzské státní vyznamenání opětovně a byla povýšena na důstojníka tohoto řádu.  Byla držitelkou mnoha zahraničních vyznamenání.
V rodném Wintzenheimu je připomenuta pamětní deskou (1966) a ulicí nesoucí její jméno.
- 1921  Řád čestné legie, V. třída - rytíř
- 1935  Řád čestné legie, IV. třída - důstojník

### Odkaz v současnosti
Sbírka Florine Langweilové bývá příležitostně vystavena – Museum Unterlinden uvedlo část sbírky na oslavu výročí 150 let vztahů mezi Alsaskem a Japonskem v roce 2014. Jednotlivá díla jsou uložena tamtéž. Muzeum totiž v období 1914–1958 obdrželo přibližně 250 uměleckých děl a většinu tvořilo dálnovýchodní umění od Florine Langweil. Darem byl získán taktéž obraz Portrait de Joseph Le Cœur od Augusta Renoira a další obrazy významných umělců. Byla jednou z mála žen, které působily jako obchodnice s uměním. V dějinách umění jsou ženy zmiňovány jen zřídka.